# Nicola di Grecia (principe di Grecia e Danimarca)
Nicola di Grecia e Danimarca (Νικόλαος της Ελλάδας και της Δανίας; Roma, 1º ottobre 1969) è un principe greco, Terzogenito dell’ultimo re di Grecia, Costantino II e di Anna Maria di Danimarca.

## Istruzione e carriera
Il principe Nicola è nato nel 1969 nella Clinica Villa Claudia di Roma, dove la sua famiglia si era recata in esilio dopo il colpo di Stato del 1967. I suoi padrini di battesimo furono le zie Sofia e Irene, Margherita di Romania e Alessandro di Jugoslavia. Compì i primi anni di studi in forma privata con il professore John Kanellopoulos, finché la famiglia non si trasferì nel palazzo di Amalienborg per nove mesi, nel 1973.
Frequentò l'Hellenic College di Londra dal 1980 fino al 1986. Da allora studiò per un anno al Collingham Tutorial College di Kensington, dove ottene un A level in spagnolo. A ottobre del 1987 lasciò la scuola e andò a New York come ricercatore di mercato per la società di telecomunicazioni Metromedia. 
Nel 1988 entrò all'Università Brown di Providence (Rhode Island) per studiare relazioni internazionali, focalizzandosi sulla diplomazia e la sicurezza. Nel 1990, trascorse tre settimane alla Reale accademia militare di Sandhurst, prestò servizio nelle Royal Scots Dragoon Guards del British Army. Nel 1991 riprese gli studi e si laureò nel 1993, lavorando poi a New York per Fox News. 
Nel 1995 tornò a Londra, trovando impiego in ambito finanziario per NatWest Markets. Nel 1998 iniziò a lavorare nell'ufficio privato di suo padre. 

## Matrimoni
Il 28 dicembre 2009 fu annunciato ufficialmente il suo fidanzamento con Tatiana Ellinka Blatnik (1980), secondogenita di Ladislav Vladimir (1933-1986) e di Marie Blanche Bierlein (1954), oltre che discendente di Guglielmo II d'Assia-Kassel attraverso la nonna materna, la contessa Ellinka von Einsiedel (1922-2015). Lavorava come organizzatrice di eventi per la stilista Diane von Fürstenberg e si sono sposati il 25 agosto 2010 a Spetses. Il 19 aprile 2024, la coppia ha annunciato la loro decisione di divorziare. La coppia non ha avuto figli. 
Nel gennaio 2025, Nikolaos si fidanzò con Chrysí Vardinogianni, figlia dell'uomo d'affari greco Giorgos Vardinogiannis. Il matrimonio si è tenuto il 7 febbraio 2025 presso la Santa Chiesa di San Nicola Ragavas ad Atene con una cerimonia privata tra parenti stretti e amici.

## Ascendenza
|                         |             |                                      | Genitori                                                       |  |  | Nonni |  |  | Bisnonni     |  |  | Trisnonni |  |
|                         |             |                                      |                                                                |  |  |       |  |  | Costantino I |  |  | Giorgio I |  |
|                         |             |                                      |                                                                |  |  |       |  |  | Costantino I |  |  | Giorgio I |  |
|                         |             | Ol'ga Konstantinovna Romanova        |                                                                |  |  |       |  |  | Costantino I |  |  |           |  |
| Paolo I                 |             |                                      |                                                                |  |  |       |  |  | Costantino I |  |  |           |  |
|                         |             | Sofia di Prussia                     | Federico III                                                   |  |  |       |  |  |              |  |  |           |  |
|                         |             | Sofia di Prussia                     | Federico III                                                   |  |  |       |  |  |              |  |  |           |  |
|                         |             | Sofia di Prussia                     | Vittoria di Sassonia-Coburgo-Gotha (1840-1901)                 |  |  |       |  |  |              |  |  |           |  |
| Costantino II           |             | Sofia di Prussia                     |                                                                |  |  |       |  |  |              |  |  |           |  |
|                         |             | Ernesto Augusto III                  | Ernesto Augusto di Hannover (1845-1923)                        |  |  |       |  |  |              |  |  |           |  |
|                         |             | Ernesto Augusto III                  | Ernesto Augusto di Hannover (1845-1923)                        |  |  |       |  |  |              |  |  |           |  |
|                         |             | Ernesto Augusto III                  | Thyra di Danimarca                                             |  |  |       |  |  |              |  |  |           |  |
| Federica di Hannover    |             | Ernesto Augusto III                  |                                                                |  |  |       |  |  |              |  |  |           |  |
|                         |             | Vittoria Luisa di Prussia            | Guglielmo II                                                   |  |  |       |  |  |              |  |  |           |  |
|                         |             | Vittoria Luisa di Prussia            | Guglielmo II                                                   |  |  |       |  |  |              |  |  |           |  |
|                         |             | Vittoria Luisa di Prussia            | Augusta Vittoria di Schleswig-Holstein-Sonderburg-Augustenburg |  |  |       |  |  |              |  |  |           |  |
| Nicola                  |             | Vittoria Luisa di Prussia            |                                                                |  |  |       |  |  |              |  |  |           |  |
|                         | Cristiano X | Federico VIII                        |                                                                |  |  |       |  |  |              |  |  |           |  |
|                         | Cristiano X | Federico VIII                        |                                                                |  |  |       |  |  |              |  |  |           |  |
|                         | Cristiano X | Luisa di Svezia                      |                                                                |  |  |       |  |  |              |  |  |           |  |
| Federico IX             | Cristiano X |                                      |                                                                |  |  |       |  |  |              |  |  |           |  |
|                         |             | Alessandrina di Meclemburgo-Schwerin | Federico Francesco III di Meclemburgo-Schwerin                 |  |  |       |  |  |              |  |  |           |  |
|                         |             | Alessandrina di Meclemburgo-Schwerin | Federico Francesco III di Meclemburgo-Schwerin                 |  |  |       |  |  |              |  |  |           |  |
|                         |             | Alessandrina di Meclemburgo-Schwerin | Anastasija Michajlovna Romanova                                |  |  |       |  |  |              |  |  |           |  |
| Anna Maria di Danimarca |             | Alessandrina di Meclemburgo-Schwerin |                                                                |  |  |       |  |  |              |  |  |           |  |
|                         |             | Gustavo VI Adolfo                    | Gustavo V                                                      |  |  |       |  |  |              |  |  |           |  |
|                         |             | Gustavo VI Adolfo                    | Gustavo V                                                      |  |  |       |  |  |              |  |  |           |  |
|                         |             | Gustavo VI Adolfo                    | Vittoria di Baden                                              |  |  |       |  |  |              |  |  |           |  |
| Ingrid di Svezia        |             | Gustavo VI Adolfo                    |                                                                |  |  |       |  |  |              |  |  |           |  |
|                         |             | Margherita di Connaught              | Arturo, duca di Connaught e Strathearn                         |  |  |       |  |  |              |  |  |           |  |
|                         |             | Margherita di Connaught              | Arturo, duca di Connaught e Strathearn                         |  |  |       |  |  |              |  |  |           |  |
|                         |             | Margherita di Connaught              | Luisa Margherita di Prussia                                    |  |  |       |  |  |              |  |  |           |  |
|                         |             | Margherita di Connaught              |                                                                |  |  |       |  |  |              |  |  |           |  |

## Titoli e trattamento

Monogramma di Nicola e Tatiana

- 1º ottobre 1969 - attuale: Sua Altezza Reale, il principe Nicola di Grecia e Danimarca